# ステュアート・キューリン

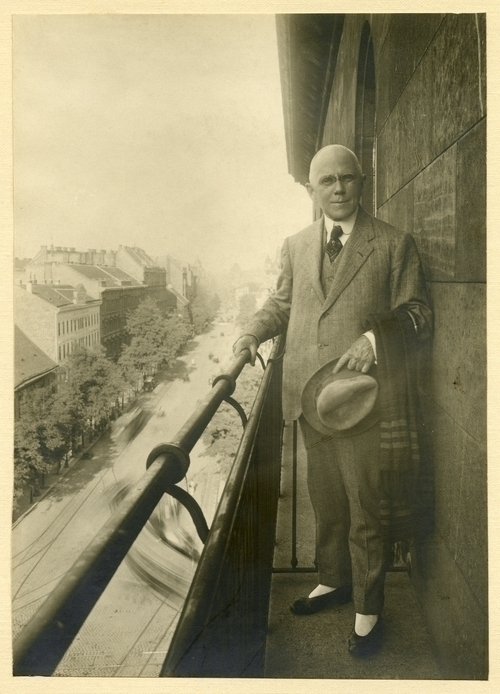
スチュワート・キューリン。1920年頃

ステュアート・キューリン（Stewart Culin、1858年7月13日 - 1929年4月8日）は、アメリカ合衆国の博物館員。中国、朝鮮、北アメリカ先住民などの伝統的なゲーム研究の専門家として特に知られる。

## 生涯
キューリンはフィラデルフィアで生まれた。民族学について専門に学んだことはなく、独学で民族文化を研究した。フィラデルフィアに住む中国人の社会について調査を行い、1887年に漢方薬に関する短い報告を公刊した。
キューリンの論文はペンシルベニア大学考古学人類学博物館の創立者のひとりであるダニエル・G・ブリントンの注意を引いた。キューリンは1890年に同博物館の東洋部門の長(secretary)に就任した。1892年からは一般民族学とアメリカ部門のディレクターをつとめた。
キューリンは1892年のマドリード博覧会 (英語版)、1893年のシカゴ万国博覧会、1895年のアトランタ博覧会 (英語版)、1900年のパリ万国博覧会、1901年のバッファロー博覧会 (英語版) においてゲームと民族文化の展示を企画した。
1903年にブルックリン美術館に移り、民族学部門のキュレーターに就任した。
キューリンは1900年から1911年にかけてアメリカ合衆国西部を旅行し、9000を超える先住民の資料を収集した。1909年から1914年には日本、中国、インド、朝鮮を訪問して資料の収集を行った。アフリカや東ヨーロッパの資料も集めた。日本へは1909年と1912年に訪れ、中国のものと合わせ、1800点以上を収集した。アイヌコレクションなどブルックリン美術館が所蔵するもののほか、ジョン万次郎の漂流記『漂巽紀畧』の写本を発見したことでも知られる。
1929年にロングアイランドにあるサフォーク郡バビロンのアミティヴィルで没した。
キューリンは1888年のフィラデルフィア東洋クラブの創立メンバーだった。1889年のアメリカ民話学会の創立メンバーでもあり、1897年に会長をつとめた。1902年のアメリカ人類学会の創立メンバーでもあった。

## 主な著書
- Chinese Games with Dice. Philadelphia. (1889)（四五六、趕綿羊、擲天九、八揸、状元籌、すごろく、陞官図）
- The Gambling Games of the Chinese in America. University of Pennsylvania. (1891)（ファンタンと白鴿票）
- Chinese Games with Dice and Dominoes. Washington: Government Printing Office. (1895)（サイコロと天九牌を使ったゲーム）
- Korean Games with Notes on the Corresponding Games of China and Japan. University of Pennsylvania. (1895)（朝鮮のゲーム）
- Mancala, the National Game of Africa. Washington: Government Printing Office. (1896)（マンカラについて）
- Chess and Playing-Cards. Washington: Government Printing Office. (1898)（世界のボードゲーム、カードゲーム）
- Games of the North American Indians. Washington: Government Printing Office. (1907)（北アメリカインディアンのゲーム）